# Čudotvorno raspelo
Čudotvorno Raspelo je najznačajniji umjetnički srednjovjekovni spomenik, što ga posjeduje grad Rijeka. Nalazi se u riječkoj katedrali sv.Vida.

## Povijest
Predstavlja lik raspetog Krista, koji je na mukama na drvu križa izdahnuo i poklonio glavu, dok mu se tijelo, kao mrtav teret počelo savijati u koljenima. Riječko je raspelo bilo izrezbareno u drvu oko godine 1300. u nekoj umjetničkoj radionici u Njemačkoj, na Rajni ili u Vestfaliji, odakle je došlo u Rijeku, da bi ovdje, izloženo na javnom mjestu, bilo stoljećima čašćeno.
Dana 14. listopada 1712., u svečanoj procesiji, preneseno je u crkvu sv. Vida i postavljeno na glavni oltar, koje se do tada privremeno čuvalo u crkvi sv. Roka, a zatim, od godine 1659., na oltaru sv. Ignacija u novom sv. Vidu. Isusovci su širili i unaprijedili pobožnost prema tom raspelu, a tiskali su i njegovu sliku u bakrorezu. 
Riječka mjesna povijest pamti legendu kada se godine 1296. pod trijemom sv. Vida nekoliko riječkih građana kockalo. Jedan od njih Petar Lončarić, možda pripit, a razjaren što je u hazardnoj igri kockajući sve izgubio, teško je opsovao i svetogrdno je bacio kamen na raspetog Krista. Tamo gdje je kamen udario drveno raspelo, ono je prokrvarilo, a pod bogohulnikom se rastvorila zemlja koja ga je progutala. Iz zemlje je ostala viriti samo svetogrdna ruka koja je bacila kamen na raspetog Krista. Tako nam to priča riječka legenda. Glas o čudesnom događaju za čas se razglasio po gradu, i od tada se ovo raspelo, kao čudotvorno, počelo još više častiti. Kamen što ga je bacio bogohulnik još dandanas stoji s lijeve strane raspela s natpisom "Huis lapidis ictu percurssus est Crucifixus! Anno Domini 1227." (Ovim je kamenom bio udaren raspeti 1227. godine).